# Padaczka miokloniczna Lafory
Padaczka miokloniczna Lafory (choroba ciał Lafory, ang. myoclonic epilepsy of Lafora) – uwarunkowana genetycznie postać padaczki, spowodowana mutacjami w genach EPM2A kodującym laforynę lub NHLRC1(EPM2B) kodującym białko malinę.
Chorobę opisali jako pierwsi Gonzalo Rodriguez-Lafora i Bernard Glueck w 1911 roku.

## Obraz kliniczny
- mioklonie wrażliwe na stymulacje
- postępująca degradacja umysłowa
- napady wzrokowe
- napady atoniczne
- uogólnione napady toniczno-kloniczne
- utrata wzroku[4]

## Badania dodatkowe
EEG: iglice w odprowadzeniach potylicznych